# Wybory do Parlamentu Europejskiego w Słowenii w 2009 roku
Wybory do Parlamentu Europejskiego VII kadencji w Słowenii zostały przeprowadzone 7 czerwca 2009. Zgodnie z postanowieniami traktatu nicejskiego w ich wyniku zostało wybranych 7 deputowanych. Wybory zakończyły się zwycięstwem opozycyjnej centroprawicy. W głosowaniu tym oddano 462 899 głosów ważnych.

## Wyniki
| Lista wyborcza                         | Głosy   | %     | Miejsca |
| -------------------------------------- | ------- | ----- | ------- |
| Słoweńska Partia Demokratyczna         | 123 563 | 26,66 | 2       |
| Socjaldemokraci                        | 85 407  | 18,43 | 2       |
| Nowa Słowenia                          | 76 866  | 16,58 | 1       |
| Liberalna Demokracja Słowenii          | 53 212  | 11,48 | 1       |
| Zares                                  | 45 238  | 9,76  | 1       |
| Demokratyczna Partia Emerytów Słowenii | 33 292  | 7,18  | –       |
| Słoweńska Partia Ludowa                | 16 601  | 3,58  | –       |
| Słoweńska Partia Narodowa              | 13 227  | 2,85  | –       |